# Joan Van Ark

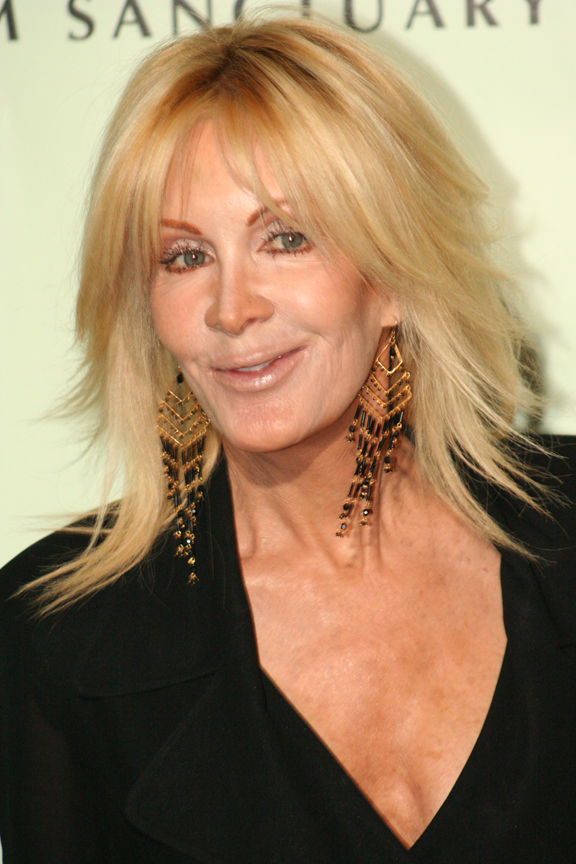
Joan Van Ark (2007)

Joan Van Ark (* 16. Juni 1943 in New York City, New York) ist eine US-amerikanische Schauspielerin. Van Ark wird hauptsächlich als Charakterdarstellerin besetzt und wurde durch die Serie Unter der Sonne Kaliforniens bekannt.

## Leben
Die Tochter eines Schriftsteller-Ehepaares, deren Familie aus Holland in die USA einwanderte, begann ihre Karriere als Schauspielerin am Theater. Für ihre Rolle in Molières Die Schule der Frauen wurde sie 1971 für einen Tony Award als beste Nebendarstellerin in einem Theaterstück nominiert. 1978 wechselte sie vom Theater zum Fernsehen und übernahm die Hauptrolle der Valene „Val“ Clements Ewing in der Serie Unter der Sonne Kaliforniens, einem Ableger der erfolgreichen Seifenoper Dallas, in der sie den gleichen Charakter bereits verkörperte. Für diese Rolle war sie acht Mal für den Soap Opera Digest Award nominiert, welchen sie zweimal gewann. Neben diversen Spielfilmen war sie auch in mehreren Folgen verschiedener Serien wie Quincy oder Love Boat zu sehen. Joan Van Ark ist seit 1966 verheiratet und hat eine Tochter.
Joan Van Ark hatte mehrere Gastrollen in den Fernsehserien Bonanza (Folge Miss Laurie im Jahr 1968), Die Nanny, Cybill, Ein Hauch von Himmel und Mein Name ist Earl.

## Filmografie (Auswahl)

### Als Schauspielerin
- 1972: Frogs
- 1973: M*A*S*H (Fernsehserie, Folge 'Der wöchentliche Radarbericht')
- 1974: Big Rose
- 1974: Barnaby Jones (Fernsehserie, Staffel 3 Folge 3)
- 1975: Cannon (Fernsehserie, Staffel 4 Folge 10)
- 1975: Petrocelli (Fernsehserie, Staffel 2, Folge 15)
- 1974–1977: Detektiv Rockford – Anruf genügt: Staffel 1, Folge 9: Der ehrenwerte Mr. Corell; Staffel 2, Folge 8: Ein Mord mit Hindernissen und Staffel 3, Episode 12: Bei Geld hört die Freundschaft auf
- 1976: Der Sechs-Millionen-Dollar-Mann (The Six Million Dollar Man, Fernsehserie, S04E07)
- 1976: Der letzte Dinosaurier (The Last Dinosaur)
- 1977: Kojak – Einsatz in Manhattan, S04E23
- 1978: Quincy: Staffel 3, Folge 18: Acht Jahre auf Eis
- 1978–1981, 1991: Dallas (Fernsehserie)
- 1979–1993: Unter der Sonne Kaliforniens (Knots Landing, Fernsehserie, 327 Folgen)
- 1981: Operation Red Flag (Red Flag: The Ultimate Game)
- 1987: Sunset strip
- 1988: My first love
- 1990: Babynapping – Roberts Entführung (Always Remember I Love You)
- 1990: Mit dem Essen kam der Tod (Menu for Murder)
- 1992: Todesengel von Grand Central (Terror on Track 9)
- 1993: Böses Blut (Tainted Blood)
- 1993: Kindermörder – Eine Familie in Angst (In the Shadows, Someone’s Watching)
- 1995: Wenn der schwarze Mann dich holt (When the Dark Man Calls)
- 1998: Terror im Weißen Haus (Loyal Opposition)
- 2000: Kidnapped – Tödlicher Sumpf (Held for Ransom)
- 2002: Tornado Warning
- 2009: My Name Is Earl (Fernsehserie, Folge 4x18 Friends with Benefits)
- 2013: Dallas (Fernsehserie, Folge 02x09)

### Als Regisseurin
- 1992–1993: Unter der Sonne Kaliforniens (2 Episoden)